# Cyclosa seriata
Cyclosa seriata är en spindelart som först beskrevs av Tord Tamerlan Teodor Thorell 1881.  Cyclosa seriata ingår i släktet Cyclosa och familjen hjulspindlar. Inga underarter finns listade i Catalogue of Life.